# Dobó Ágnes
Kis-Dobó Ágnes (Debrecen, 1988. szeptember 5. –) magyar szépségkirálynő, a 2010-es Miss World Hungary győztese.

## Élete
Dobó Ágnes 2010-ben lett a Miss World Hungary magyarországi szépségverseny győztese. Egy, az otthonában történt baleset következtében eltört a csuklója, ezért az az évi Miss World nemzetközi szépségversenyen nem tudott részt venni.
Ugyanebben az évben költözött össze párjával Kis Csabával, akitől később két gyermeke született. Benedikt 2013-ban, Nataniel 2016-ban született.
2013-ban a Debreceni Egyetemen jogi diplomát szerzett. 2017-ben indult az RTL Klub gasztroreality-jének, A Konyhafőnök VIP című műsornak a hírességek indított, VIP elnevezésű változatában, melyet meg is nyert. 2018-ban a Nyerő Párosban szerepelt párjával, Kis Csabával közösen.  
2020-ban a TV2 műsoraiban tűnt fel. Előbb a Love Bistroban volt versenyző, később Mokka műsorvezetője volt. 
2021-ben férjével kölcsönösen felvették  egymás nevét.